# 棘紅細胞

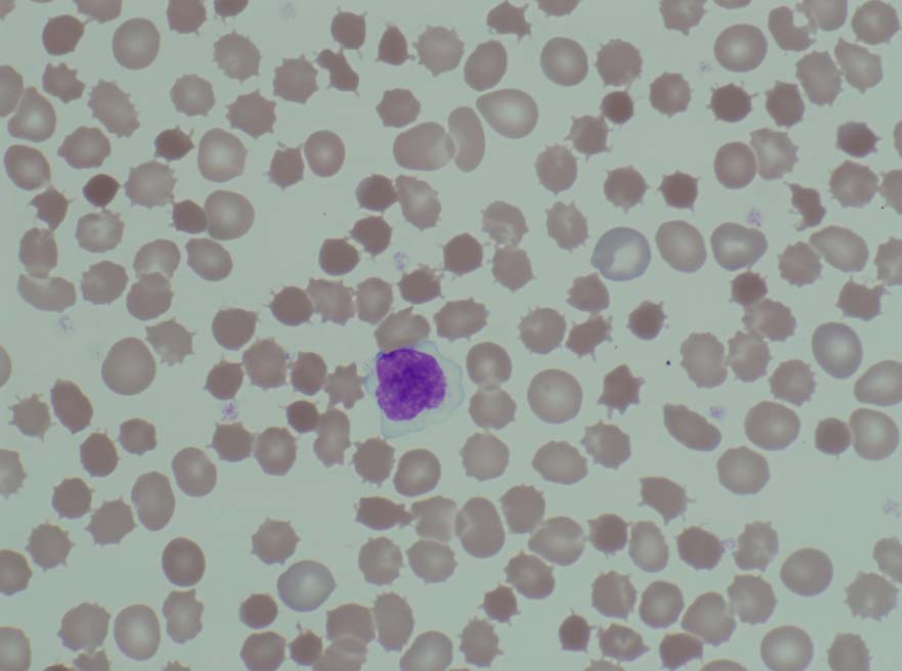
一名無β脂蛋白血症患者的血液抹片，其中充滿了棘紅細胞

棘紅細胞（英語：Acanthocyte、spur cell，字源來自希臘文acantha，意為「刺」）是細胞膜有針狀突起的異常紅血球。棘紅細胞外表粗糙而不規則，且具有許多星狀的圓鋸齒突起。可在無β脂蛋白血症、肝病、棘紅細胞增多症、麦克劳德综合征、甲狀腺機能低下症、神經性厭食症、神經性棘紅細胞增多症、婴儿固缩细胞增多症、特發性新生兒肝炎、充血性脾臟腫大（congestive splenomegaly）、齐福氏综合征與慢性肉芽腫病等神經、血液疾病患者的血液抹片中發現。

## 名詞定義
「Spur cell」一詞有時被視為棘紅細胞（Acanthocyte）的同義詞，有時則進一步特指在特別嚴重的肝病患者血液中，經過脾臟修飾的「極端」棘紅細胞，它將失去更多細胞膜，使針狀部分鈍化而變為球形紅血球。
棘紅細胞增多症（Acanthocytosis）可以泛指所有出現這種圓鋸齒狀的棘紅細胞的疾病，也可以專指無β脂蛋白血症，後者的症狀包括產生棘紅細胞、神經失調與脂肪泻。棘紅細胞增多症是體染色體的隱性突變造成的遺傳性疾病，微粒体甘油三酯转运蛋白（MTTP）的缺失使小腸無法正常消化食物中的脂肪。

## 病理學
棘紅細胞的產生有兩種機制。在無β脂蛋白血症與肝功能異常的患者是由於膜上脂質結構的異常，在神經性棘紅細胞增多症與麦克劳德综合征患者體內則是由於膜蛋白的結構異常。
其中在肝功能異常的患者中，異常的載脂蛋白2在血漿中累積會造成紅血球膜上膽固醇含量的增高，造成紅血球細胞膜的異常，並在脾臟中進一步修飾為棘紅細胞。在無β脂蛋白血症的患者中則是脂質與維生素E的缺乏造成膜結構異常。

## 其他診斷
棘紅細胞可見於急性或慢性的貧血、A、B、C型肝炎、肝肾综合症、腦下垂體功能低下症與吸收不良症候群的患者。在營養不良的狀況，例如神經性厭食症與囊腫性纖維化的患者中，營養狀況的改善即可減緩棘紅細胞的症狀。類似棘紅細胞的紅血球也見於甲狀腺機能不足、骨髓增生异常综合征或脾臟切除的患者。

## 混淆
棘紅細胞常與锯齿状红细胞（Echinocyte）混淆。後者也被稱為Blur cell，是具有針狀突起的異常紅血球，但其突起較棘紅細胞小且多，並在細胞膜上均勻分布，在瑞氏染色後中央呈現一淺色區塊。鋸齒狀紅細胞的產生是一個可逆的過程，其出現可能代表患者患有尿毒症，但也可能只是輕微的溶血症、低磷酸鹽血症（hypophosphatemia）、長跑選手常發生的溶血性貧血或丙酮酸激酶缺乏症。鋸齒狀紅細胞可在In vitro中因為pH值提升、ATP缺乏、鈣離子的沉積（透過EDTA）或與玻璃的接觸而自行產生。